# سعاد إبراهيم أحمد
سعاد إبراهيم أحمد (1935 - 2013) كانت قائدة اللجنة المركزية في الحزب الشيوعي السوداني. اشتهرت كذلك بفضلِ نشاطها الكبير في قضايا حقوق المرأة. تُعدّ اليوم -بالرغم من وفاتها- أحد أبرز المناضلات السودانيات ضد التهجير من منطقة وادي حلفا بسبب إقامة السد العالي.

## النشأة والتعليم
وُلدت سعاد أحمد في 30 مايو 1935 بأم درمان وتلقت تعليمها الأساسي بمدرسة الراهبات بالخرطوم ثم بمدرسة أم درمان الثانوية تخرجت من كلية الآداب وحصلت على ماجستير الاقتصاد في عام 1960م وحاصلة أيضا على ماجستير في الحصاء القياسي من جامعة وسكونسن بأمريكا 1964م.
والدها السيد إبراهيم أحمد خبير وليبرالي سياسي شغل في وقتٍ ما منصب وزير المالية في حكومة عبد الله خليل. تلقت تعليمها في مدرسة كاثوليكية كما تعلمت في بعض المدارس العامة. انضمت إلى جامعة الخرطوم في عام 1955 وتخرجت منها بحلول عام 1960. خلال هذا الوقت كانت تشارك في المشهد المسرحي كما عملت على تأسيس جمعية الموسيقى والمسرح فضلا عن أدائها في عددٍ من المسرحيات. أصبحت في وقت لاحق ناشطة في مجال السياسة حيث انضمت إلى الحزب الشيوعي بقيادة الجبهة الديمقراطية. أصبحت أول امرأة تشغل منصب تنفيذي في اتحاد طلاب الجامعة في عام 1957. شغلت منصب نائب رئيس الاتحاد كما كانت المسؤولة عن إعادة صياغة دستور الاتحاد.
ودخلت الحزب بعد أن قرأت الماركسية وحدي، وكنت أرسل في طلب كتب من الصين، وفي المكتبات كانت هنالك كتب ماركس وأنجلز، وكانت هنالك مكتبات مشهورة مثل مكتبة المواطن في عمارة الجامع، ومكتبة شرف الدين في الخرطوم بحري. بعد الحكم الذاتي أصبحت الكتب الاشتراكية متوفرة، وبعد أن قرأت كتاب أنجلز «أصل العائلة والملكية الفردية والدولة» هذا الكتاب فتح لي أفاقًا كانت غائبة عني

## النشاط السياسي
بعد التخرج؛ انتقلت أحمد إلى منطقة وادي حلفا بصفتها عامِلة في قسم الإحصاء. خلال هذه الفترة؛ كانت أعمال البناء قد بدأت في السد العالي على نهر النيل والتي من شأنها أن تغرق وادي حلفا مما اضطر السكان المحليين إلى الهجرة. تسببت هذه الاضطرابات في المنطقة في طردِ أحمد من العمل نتيجة لذلك. قضت باقي حياتها في مجال الدعوة من أجل حقوق الناس في مواجهة التهجير بسبب بناء السدود.
انضمت أحمد إلى مجلة صوت المرأة وهي مجلّة كانت تُنشر في السودان وتهتم بقضايا الدفاع عن المرأة. تم تحرير من قبل زميلتها الناشطة الشيوعية فاطمة أحمد إبراهيم. اختلفت محررات المجلة حول دور المرأة والدين والأخلاق هذا فضلا عن مسألة الاستراتيجيات. كانت إبراهيم ترى أن الإسلام يُمكن أن يُستخدم كقوة تقدمية ضد المحافظين الدينيين كما عملت على نضال المرأة ضد الأفكار العلمانية. بحاول عام 1967؛ كانت أحمد واحدة من أربع نساء تم انتخابهن ضمن لجنة مكوّنة من 33 سيدة ورجل في الحزب الشيوعي السوداني جنبا إلى جنب مع محاسن عبد العال، نعيمة بابكر الراية وفاطمة أحمد إبراهيم.
عملت كمحاضرة في معهد الدراسات الإضافية عام 1964، ثمّ مستشارة بهيئة اليونسكو في 1985 وعضو الاتحاد النسائي عام 1952 كما شغلت منصب عضو في الحزب الشيوعي من عام 1957 فضلًا عن عضويتها في اللجنة المركزية للحزب منذ عام 1967.
كما أنها قادت أول إضراب نسائي بالسودان تضمنت مطالبه عدم حذف مقررات المواد العلمية في مدرستها واستبدالها بمادة التدبير المنزلي والخياطة.